# 刘吉臻
刘吉臻（1951年8月—），男，山西岚县人，中国发电厂自动化技术专家，曾任华北电力大学校长。

## 生平
1982年毕业于华北电力学院发电厂工程专业，获华中科技大学教育学博士学位。1989年，赴加拿大皇后大学进修。回国后，任华北电力大学副校长、保定校区校长。1998年6月，任武汉水利电力大学（今武汉大学工学部）校长。2001年1月，任华北电力大学校长。2016年11月，不再担任华北电力大学校长。
2015年12月当选为中国工程院能源与矿业工程学部院士。